# Kiken na onnatachi
Pour plus de détails, voir Fiche technique et Distribution.
Kiken na onnatachi (危険な女たち, Dangerous Women) est un film japonais réalisé par Yoshitarō Nomura, sorti en 1985. Il est adapté du roman Le Vallon d'Agatha Christie.

## Fiche technique
- Titre : Kiken na onnatachi
- Titre anglais : Dangerous Women
- Réalisation : Yoshitarō Nomura
- Scénario : Motomu Furuta et Jūichirō Takeuchi, d'après le roman Le Vallon d'Agatha Christie
- Photographie : Takashi Kawamata
- Montage : Kazuo Ōta
- Musique : Kazuo Sugita
- Production : Yoshiki Nomura et Yoshitarō Nomura
- Société de production : Shōchiku
- Pays d'origine : Japon
- Langue originale : japonais
- Format : couleur
- Genre : film policier
- Durée : 122 minutes[1]
- Date de sortie :
  -  Japon : 25 mai 1985[1]

## Distribution
- Mariko Fuji : Junko Tsuda
- Tomoe Hiiro
- Kimiko Ikegami : Saeko Fujii
- Kōji Ishizaka : Shûhei
- Yoshi Katō
- Yuko Kazu : Michiko Mizuno
- Tanie Kitabayashi : Mme Kinumura
- Kunihiko Mitamura : Hiroshi
- Isao Natsuyagi
- Eitarō Ozawa : Kenichiro Kinumura
- Akira Terao : Hideo Tanase
- Shinobu Ōtake : Noriko Tanase